# Горст Кремсер
Горст Кремсер (нім. Horst Kremser; 5 вересня 1917, Нойзальц-ан-дер-Одер — 1 серпня 1943, Біскайська затока) — німецький офіцер-підводник, капітан-лейтенант крігсмаріне.

## Біографія
3 квітня 1936 року вступив на флот. З жовтня 1939 року — навчальний офіцер на легкому крейсері «Емден». З жовтня 1939 року — офіцер групи Військово-морського училища Мюрвіка. З серпня 1940 року служив у військово-морській службі Дюнкерка. З жовтня 1940 по квітень 1942 року пройшов курс підводника, з 15 квітня по 15 травня — курс командира підводного човна. З 6 червня 1942 року — командир підводного човна U-383, на якому здійснив 4 походи (разом 163 дні в морі). 24 жовтня 1942 року потопив ісландський паровий траулер Jon Olafsson водотоннажністю 423 тонни; всі 13 членів екіпажу траулера загинули. 1 серпня 1943 року U-383 був потоплений в Північній Атлантиці західніше Бреста (47°24′ пн. ш. 12°10′ зх. д.) глибинними бомбами британського летючого човна «Сандерленд». Всі 52 члени екіпажу загинули.

## Звання
- Кандидат в офіцери (3 квітня 1936)
- Морський кадет (10 вересня 1936)
- Фенріх-цур-зее (1 травня 1937)
- Оберфенріх-цур-зее (1 липня 1938)
- Лейтенант-цур-зее (1 жовтня 1938)
- Оберлейтенант-цур-зее (1 жовтня 1940)
- Капітан-лейтенант (1 лютого 1943)

## Нагороди
- Залізний хрест 2-го класу (10 грудня 1942)
- Нагрудний знак підводника (11 березня 1943)